# Kim Graham
Kimberly Elaine "Kim" Graham (Durham, 26 de março de 1971) é uma ex-velocista norte-americana campeã olímpica e mundial de atletismo.
Especializada nos 400 m rasos, foi campeã mundial no revezamento 4x400 m em Gotemburgo 1995 e medalha de prata em Atenas 1997 e campeã olímpica em Atlanta 1996, junto com as compatriotas Rochelle Stevens, Maicel Malone e Jearl Miles Clark.